# クオリファイングトーナメント
クオリファイングトーナメント（Qualifying Tournament、略称QT）は、一般にプロゴルフツアーにおいてツアー本戦へのシード権を持たないプロゴルファーが、シード権を得るために参加する予選会のこと。
ツアーによってはクオリファイングスクール（Qualifying school、略称Q-School）の名称も使用される。

## 概要

### PGAツアー
PGAツアーでは正式名称としてウェブドットコムツアー・クオリファイングトーナメントとされており、略称でQスクールとも呼ばれている。例年11月から12月にかけての最終予選会で上位25位までに入れば翌年の下部ツアーのウェブドットコムツアーの出場資格が与えられる。

### 欧州PGAツアー
欧州PGAツアーでは3つのステージに分かれているが、第二・最終予選会はともにスペインで開催され、最終ステージの上位30名が翌シーズンの欧州ツアーの出場資格が与えられる。

### LPGA
全米女子プロゴルフ協会（LPGA）では2つのステージがあり、第二次予選会はカリフォルニア州とフロリダ州の2会場で行われる。最終予選会はフロリダ州デイトナビーチで5ラウンド行う。上位40名が翌シーズンの出場資格が与えられるが、順位によって異なる。

### 日本ツアー

#### 男子ツアー
JGTO日本ゴルフツアー機構では、ツアートーナメント及びチャレンジトーナメントの出場権を争う競技としてQTを実施しており、そこでの成績に応じて、来年度のツアーに出場できる試合が確定する。

#### 女子ツアー
JLPGA日本女子プロゴルフ協会では、翌年度のJLPGAツアーおよびJLPGAステップ・アップ・ツアーの出場資格を決定するための競技としてQTを実施している。
JLPGAツアーにおける前年のランキング51位から55位までの5選手を含む第1回目のリランキングまでは、QTの順位により出場資格が決定する。
JLPGAツアーにおけるシード選手以外の選手は第1回目のリランキング（メルセデスランキング上位者）までの出場権をQTの順位により決定し、第2回目のリランキングでシーズン終了までの出場権（日本女子オープンとツアーチャンピオンシップは除く）が決定する。
※QTは2ステージ制となり、11月下旬から2週連続で実施する。
※2022年度からJLPGAの正会員（プロテスト合格者）のみが出場できる。